# Guillermo Lorenzo
Guillermo Eduardo Lorenzo (ur. 5 stycznia 1939 w Buenos Aires) – argentyński piłkarz, grający podczas kariery na pozycji napastnika.

## Kariera klubowa
Guillermo Lorenzo piłkarską karierę rozpoczął w stołecznych Boca Juniors i Quilmes.

## Kariera reprezentacyjna
W olimpijskiej reprezentacji Argentyny Lorenzo występował w 1960, kiedy to uczestniczył w Igrzyskach Olimpijskich w Rzymie. Na turnieju we Włoszech był rezerwowym i nie wystąpił w żadnym meczu.